# Declaración S1
El S1 es una declaración que se presenta previamente a un movimiento de 100.000 euros dentro del territorio del estado español o por pagos o cobros en el extranjero iguales o superiores a 10 000 euros por la persona física que transporte los medios de pago. Esta declaración se presenta en los Servicios de Aduanas, por medios telemáticos a la Agencia Estatal de la Administración Tributaria o en las entidades financieras españolas en determinados casos. La omisión de esta declaración puede dar lugar a la intervención de los Servicios de Aduanas o de la policía así como a la imposición de una sanción.